# Подрывная деятельность
Подрывная деятельность — действия, направленные на незаконное изменение установленного общественного порядка, государственного устройства и/или существующих структур власти и общества.
Применяется как инструмент достижения политических целей в качестве средства, связанного с меньшим риском и затратами по сравнению с открытыми военными действиями. Могут выполняться с использованием различных методов, таких как: пропаганда, провокации, подстрекательство, финансовые махинации, насилие и тому подобное. Связано с понятием «подстрекательство к мятежу» (англ. sedition). По сравнению с последним понятие подрывной деятельности относится к более скрытым и неявным методам разрушения основ общества, таким как стравливание различных групп населения между собой по национальному, классовому или иному принципу.

## История
В советское время Высшей школой КГБ при Совете министров СССР было издано совершенно секретное учебное пособие по борьбе с подрывной деятельностью украинских националистов (в настоящий момент полная факсимильная копия доступна онлайн).

## Отличие от терроризма
В отличие от терроризма, подрывная деятельность требует бо́льших ресурсов, а также обширных политических связей, поэтому террористические организации обычно не занимаются подрывными действиями. Однако действия террористов иногда могут оказывать подрывное влияние на общество.